# 迈克尔·卡鲁思
迈克尔·卡鲁思（英語：Michael Carruth，1967年7月9日—），爱尔兰男子拳击运动员。他曾代表爱尔兰参加1988年和1992年夏季奥林匹克运动会拳击比赛，其中1992年奥运会获得一枚金牌。